# 브렌던 섹스턴 3세
브렌던 섹스턴 3세(Brendan Sexton III, 1980년 2월 21일 ~ )는 미국의 배우이다.

## 출연 작품
- 쓰리 빌보드 - 크롭 컷 남자 역
- 맨 인 더 다크 2 - 레일런 역